# Die Auswanderer. Farmerlos
Die Auswanderer. Farmerlos (amerikanisches Englisch Sundown ‚Sonnenuntergang‘) ist ein US-amerikanischer Western von Harry O. Hoyt und Laurence Trimble mit Bessie Love in der Hauptrolle. Der Stummfilm wurde von First National produziert. Die Premiere des Films fand 1924 statt. Im Deutschen Reich kam er im Mai 1926 in die Kinos. Da keine Kopien der neun Filmrollen existieren, gilt der Film als verschollen.

## Handlung
Durch die wachsende Zahl von Siedlern, die die Weiden als Ackerland einzäunen, droht den ansässigen Ranchern der finanzielle Ruin. John Brent und sein Sohn Hugh ziehen nach Osten, um finanzielle Hilfe zu suchen. Sie scheitern, und nach ihrer Rückkehr beschließen die Rancher, einen letzten, großen Viehtrieb nach Mexiko zu unternehmen und sich dort neu niederzulassen.
Der Viehtrieb beginnt, doch eine Stampede vernichtet das Gehöft von Henry Crawley, dessen Tochter Ellen Hugh im Zug aus dem Osten kennengelernt hat. Hugh überredet seinen Vater, die Crawleys aufzunehmen. Ellen gewinnt mit der Zeit durch ihre Hilfsbereitschaft Respekt und Anerkennung. Nach vielen Strapazen erreicht der Viehtrieb Mexiko, die Rancher sammeln Geld für die Crawleys und Hugh verspricht, Ellen zu heiraten.

## Entstehung
In einer Kolumne mit dem Titel „Ein Brief vom Drehort“ beschrieb Bessie Love im August 1924, wie die Produktion auf einer großen Prärieranch, fast 100 Kilometer von El Paso in Texas entfernt, begann, wo ein Sandsturm die Arbeit für drei Tage unterbrach. Nach einer kurzen Rückkehr nach Hollywood reisten Besetzung und Crew nach Douglas (Arizona), wo sie blieben, während sie 40 Kilometer entfernt Außenaufnahmen drehten.

## Kritiken
Der Film wurde von der zeitgenössischen Kritik wohlwollend aufgenommen. Laurence Reid nannte ihn in der Exhibitors Trade Review ein Historiendrama voll altmodischen Humors, treibenden Dramas und patriotischen Sequenzen. Er sei ein Film für die ganze Familie, gut gespielt, wunderbar gefertigt und schön gefilmt. Lob kam auch von der Movie Picture World, deren Kritiker in dem Film einen aufrichtigen, ehrlichen Versuch sah, einen kleinen Teil Geschichte auf die Leinwand zu bringen.